# Championnats de France d'athlétisme en salle 2017
Navigation
Championnats 2016 Championnats 2018
Les 46es championnats de France d'athlétisme en salle se déroulent les 18 et 19 février 2017 au Stadium de Bordeaux-Lac de Bordeaux.

## Résultats

### Hommes
| Épreuves         | Or                             | Argent                          | Bronze                            |
| ---------------- | ------------------------------ | ------------------------------- | --------------------------------- |
| 60 m             | Christophe Lemaitre 6 s 60     | Ben Bassaw 6 s 79               | Mickael-Meba Zeze 6 s 81          |
| 200 m            | Jeffrey John 21 s 33           | Alan Alais 21 s 78              | Ismael Diop 21 s 98               |
| 400 m            | Thomas Jordier 47 s 56         | Azir Inoussa 47 s 89            | Nicolas Courbière 47 s 91         |
| 800 m            | Clément Dhainaut 1 min 50 s 37 | Paul Renaudie 1 min 50 s 60     | Benjamin Robert 1 min 52 s 24     |
| 1 500 m          | Sofiane Selmouni 3 min 55 s 04 | Samir Dahmani 3 min 55 s 20     | Alexandre Saddedine 3 min 56 s 90 |
| 3 000 m          | Yann Schrub 8 min 16 s 79      | Florian Arnould 8 min 18 s 41   | Julien Samson 8 min 18 s 49       |
| 5 000 m marche   | Yohann Diniz 19 min 14 s 41    | Jean Blancheteau 19 min 14 s 41 | Damien Molmy 20 min 29 s 79       |
| 60 m haies       | Pascal Martinot-Lagarde 7 s 52 | Aurel Manga 7 s 53              | Wilhem Belocian 7 s 73            |
| Saut en hauteur  | Abdoulaye Diarra 2,22 m        | Matthieu Tomassi 2,19 m         | Florian Labourel 2,15 m           |
| Saut à la perche | Kévin Ménaldo 5,78 m           | Stanley Joseph 5,50 m           | Jérôme Clavier 5,35 m             |
| Saut en longueur | Kafétien Gomis 7,84 m          | Cédric Dufag 7,61 m             | Augustin Bey 7,52 m               |
| Triple saut      | Jean-Marc Pontvianne 17,13 m   | Kévin Luron 16,72 m             | Benjamin Compaoré 16,62 m         |
| Lancer du poids  | Frédéric Dagée 19,66 m         | Romain Gotteland 17,90 m        | Stéphane Szuster 17,16 m          |
| Heptathlon       | Maxime Maugein 5 902 pts       | Jérémy Lelièvre 5 858 pts       | Florian Geffrouais 5 833 pts      |

### Femmes
| Épreuves         | Or                            | Argent                          | Bronze                                 |
| ---------------- | ----------------------------- | ------------------------------- | -------------------------------------- |
| 60 m             | Floriane Gnafoua 7 s 21       | Stella Akakpo 7 s 33            | Orlann Ombissa-Dzangué 7 s 37          |
| 200 m            | Maroussia Paré 23 s 71        | Solenn Compper 24 s 36          | Hélène Parisot 24 s 74                 |
| 400 m            | Agnès Raharolahy 52 s 97      | Estelle Perrossier 53 s 52      | Louise-Anne Bertheau 54 s 55           |
| 800 m            | Imane Boukharta 2 min 9 s 19  | Charlotte Mouchet 2 min 9 s 39  | Lore Hoffmann 2 min 10 s 74            |
| 1 500 m          | Élodie Normand 4 min 22 s 94  | Manon Fage 4 min 25 s 75        | Élodie Mathien 4 min 26 s 24           |
| 3 000 m          | Élodie Normand 9 min 23 s 76  | Lucie Lerebourg 9 min 25 s 76   | Ophélie Claude-Boxberger 9 min 33 s 34 |
| 3 000 m marche   | Émilie Menuet 12 min 38 s 31  | Clémence Beretta 12 min 57 s 30 | Marine Quennehen 13 min 13 s 78        |
| 60 m haies       | Sandra Sogoyou 8 s 15         | Laura Valette 8 s 15            | Antoinette Nana Djimou 8 s 22          |
| Saut en hauteur  | Marine Vallet 1,86 m          | Prisca Duvernay 1,84 m          | Solène Gicquel 1,82 m                  |
| Saut à la perche | Maria Leonor Tavares 4,35 m   | Ninon Guillon-Romarin 4,30 m    | Marion Lotout 4,30 m                   |
| Saut en longueur | Haoua Kessely 6,32 m          | Angelica Berriot 6,19 m         | Mona Crinière 6,12 m                   |
| Triple saut      | Jeanine Assani-Issouf 13,92 m | Rouguy Diallo 13,20 m           | Amy Zongo-Filet 13,20 m                |
| Lancer du poids  | Jessica Cérival 17,62 m       | Antoinette Nana Djimou 15,17 m  | Caroline Metayer 14,94 m               |
| Pentathlon       | Laura Arteil 4 180 pts        | Esther Turpin 4 160 pts         | Sandra Jacmaire 4 119 pts              |